# Musée grenoblois des sciences médicales
Le musée grenoblois des sciences médicales est le musée du centre hospitalier universitaire Grenoble-Alpes situé sur le campus santé à La Tronche.
Il est installé dans l'ancienne chapelle de l'Asile des Vieillards construite en 1894, du nom de l'ensemble pavillonnaire dans lequel elle se situe. Elle recevra par la suite le nom de chapelle des tuberculeux.

## Origines
Le musée grenoblois des sciences médicales créé en 1992, se trouve au cœur du centre hospitalier, ce qui en fait un lieu insolite. La gestion du musée a été confiée à une association loi de 1901 en collaboration avec le Centre hospitalier universitaire.
Il accueille des expositions temporaires et retrace le développement de la médecine, des instruments médicaux, et des infrastructures hospitalières.
Un des objectifs du C.H.U. de Grenoble et une des missions du Musée des sciences médicales sont de montrer la richesse de l'hôpital, la grande diversité culturelle de cette institution, mais aussi de faire évoluer les mentalités et casser les idées reçues, faire de l'hôpital un lieu comme un autre. Il s'agit, en somme de montrer ce qu'a été l'hôpital de Grenoble, ce qu'il est aujourd'hui, à la fois conforme à d'autres hôpitaux, mais spécifique en raison de son implantation hors de la ville centre.
À noter que tout près de l'entrée du musée, est exposé le fronton de l'ancien hôpital civil de Grenoble, transféré en 1913 de l'avenue Félix-Viallet de Grenoble vers La Tronche. Ce fronton est l'œuvre du sculpteur grenoblois Aimé Charles Irvoy.

## Expositions temporaires[2]
- De la charité aux soins, l’histoire de l’hôpital à Grenoble (1996-1997)
- Médecine et secours en montagne (1998-1999)
- Mémoire de soignant, les grandes étapes qui ont marqué les pratiques médicales au XXe siècle (2001-2002)
- hommage au professeur Jean-Marie Champetier (2003)
- Infirmière, une profession à l'Hôpital (2004)
- Vaincre la tuberculose (2004-2005)
- De la mesure à la robotique (février à octobre 2007)
- Le corps (2008)
- L'hôpital, évolutions et mutations, 1850-2009 de mars à décembre 2009)
- Parkinson créativité (1er mars 2010 au 6 mai 2010)
- Technologie et médecine 1900-1960 (2013)
- Peintures d'Honoré Chatard, peintre dauphinois et dermatologue (juin 2014)
- Dominique Villars, botaniste médecin en Dauphiné (1745-1814) (janvier à juin 2015)[3]
- La pharmacie de l'hôpital de Grenoble à l'aube du XXe siècle (mars à juillet 2017)[4]
- Cousu main. La chirurgie à l'hôpital de Grenoble, du scalpel au robot (octobre 2020)

## Accès
En voiture, le parking Dauphiné est gratuit pendant une heure. Le musée est desservi par la ligne B du tramway de Grenoble.